# 布拉斯敦 (北卡羅萊納州)
布拉斯敦（英語：Brasstown）是位於美國北卡羅萊納州克萊縣的非建制地區。

## 歷史
布拉斯敦的郵局自1871年營運至今。

## 地理
布拉斯敦所處的海拔為高於海平面529米（即1736英呎），而該地所採用的時區為UTC-5，即北美东部时区（EST）。同時該地設有夏令時間，為UTC-5調快一小時，即UTC-4（EDT）。